# Wunderpus photogenicus
Wunderpus photogenicus (Вундерпус фотогенічний) — вид головоногих з родини восьминогів, єдиний відомий представник роду Wunderpus. Цей вид цікавий своїм яскравим забарвленням і, особливо, здатністю до мімікрії, подібної до такої у Thaumoctopus mimicus, з яким вундерпуса через це іноді плутають.

## Історія
Про цей вид відомо щонайменше з середини 1980-х, хоча вченим вдалося скласти науковий опис лише у 2006 році. До того часу вундерпусів вже широко продавали на Філіппінах та в Індонезії для домашніх та громадських акваріумів. Назва «Wunderpus» утворена від німецького Wunder (диво) і латинського octopus (восьминіг) — це прізвисько, яке було широко поширене в останні роки в засобах масової інформації. Видовий епітет «photogenicus» було прийнято на знак визнання значного фотографічного інтересу до цих тварин.

## Поширення
Ареал Wunderpus photogenicus охоплює територію навколо Малайського архіпелагу — від Соломонових островів і Вануату до Папуа Нової Гвінеї та Філіппін. Це бентосні істоти, вони мешкають на мілководді (до прибл. 20 м), віддаючи перевагу середовищу з м'якими осадовими субстратами, куди легко зариватися, і в яких може мешкати багато здобичі.

## Анатомія

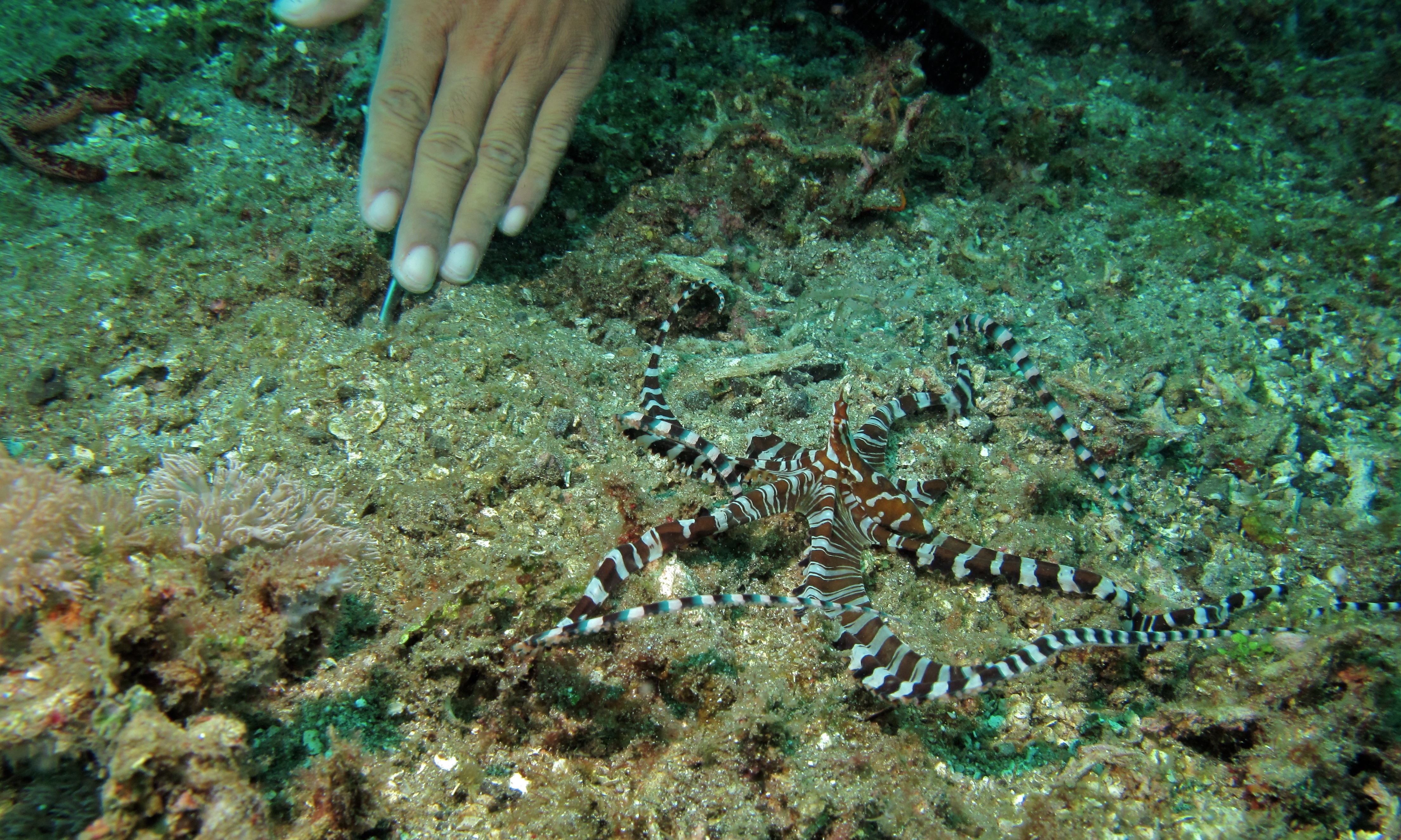
W. photogenicus і рука для порівняння розмірів.

Молюск має довжину мантії 2,4-3,6 см, загальну довжину зі щупальцями до 23 см і масу тіла приблизно у 26 грамів. Голова має чітку зону шиї та Y-подібну форму; на витягнутих стебельцях, що утворюють верхню частину «літери Y» розташовані маленькі очі. Над кожним оком наявний довгий конічний вирост. Голова самця ширша за мантію, у самиці — навпаки, мантія ширша за голову (це пов'язано з тим, що у мантії знаходиться великий яєчник. Зябра — мають 6-7 пластинок кожна половина.
Спинні щупальця найкоротші, черевні і бічні — найдовші. У самців третє праве щупальце перетворене на гектокотиль. Щупальця тонкі, пружні і мають трикутну форму в поперечному перерізі. З вентролатерального краю щупальців виростають тонкі еластичні перетинки, що полегшує цим восьминогам захоплення здобичі. Присоски менші і розташовані далі одна від одної, ніж у більшості головоногих.
Wunderpus мають на тілі візерунок з білих смуг і плям на коричневому або коричнево-червоному тлі. Цей візерунок унікальний для кожної особини (подібне нетипово для більшості видів восьминогів), що дуже зручно для ідентифікації особин при дослідженні їхньої поведінки. Найбільш яскравим візерунок стає, коли тварина турбується або відчуває загрозу.

## Спосіб життя

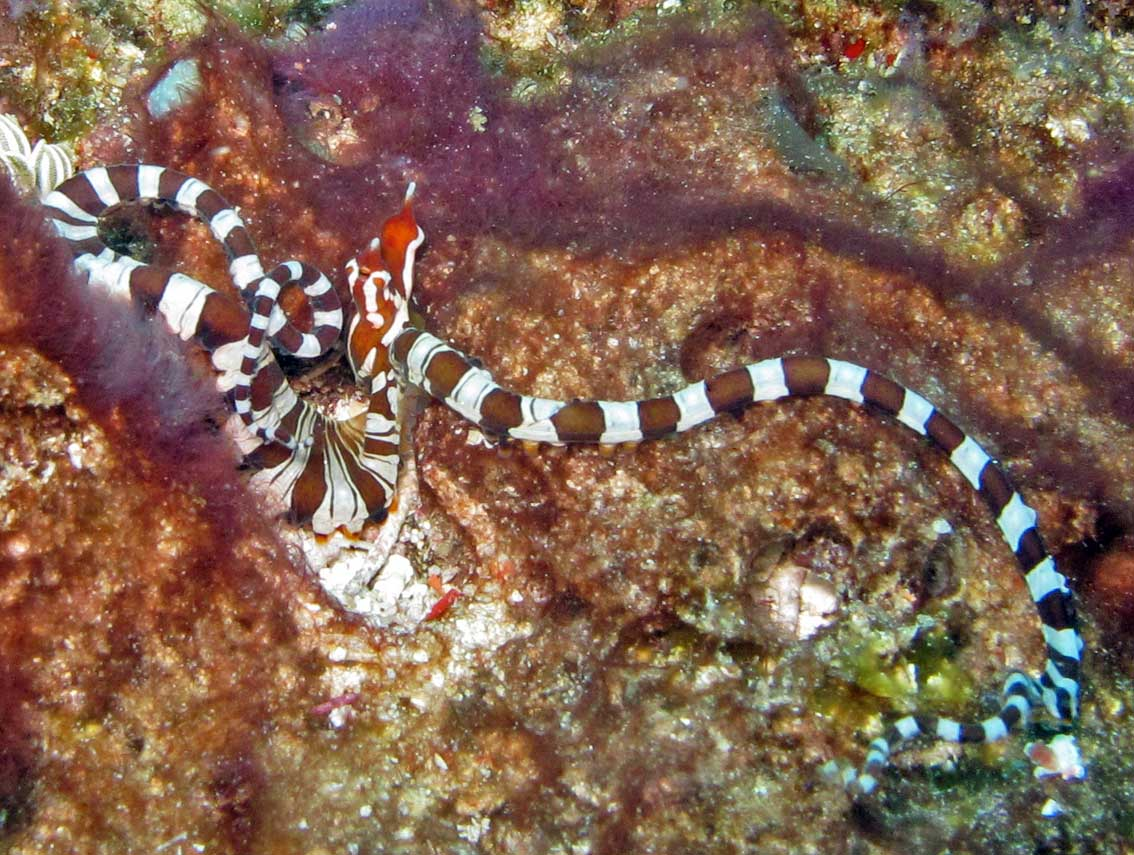
Вундерпус вдає з себе крайта.

Біологія цього виду вивчена погано. Його особини живуть поодиноко, соціальна поведінка для них не характерна. Відомо, що вундерпус використовує схованки інших тварин або викопує власні.
На відміну від більшості головоногих, вундерпуси не можуть випускати чорнило, щоб врятуватися хижаків, оскільки мають зменшений чорнильний мішок. Але, судячи з відсутності частини щупальців у багатьох досліджуваних особин, тварина здатна до аутотомії. Втрачена кінцівка згодом відростає. Точно не встановлено, які саме хижаки є природними ворогами вундерпусів, але припускається, що це можуть бути раки-богомоли, камбалоподібні та скорпенові.
У вундерпусів спостерігається здатність імітувати отруйних і/або хижих морських тварин — очевидно, щоб відлякувати хижаків, подібно до того, як це робить Thaumoctopus mimicus. Відомі випадки маскування під таких тварин, як крилатки та морський крайт. В першому випадку восьминіг імітує смуги та шипи крилатки за допомогою плям на своєму тілі, а для імітації вигляду крайта ховає шість своїх щупальців до пуску, іншими двома зображуючи змію.

### Харчування
Вундерпус живиться дрібними ракоподібними (переважно крабами) і рибою. Полює в ранкових та вечірніх сутінках, хоча в неволі ці восьминоги харчуються і при денному світлі. Здобич вундерпус ловить, обшукуючи нори і щілини щупальцем, а на відкритому просторі розгортає щупальця з перетинками над поверхнею дна, нагадуючи при цьому розкриту парасолю, підстерігає жертву і хапає всіма щупальцями. Для прийому їжі восьминіг ховається до свого притулку.
Помічена і більш агресивна міжвидова харчова поведінка: вундерпус нападає на інших восьминогів, зокрема на представників спорідненого виду Thaumoctopus mimicus. Обхопивши найдовшим щупальцем мантію противника поблизу воронки, вундерпус щосили стискає його і фактично душить — стискання перешкоджає потраплянню води всередину мантії до зябер, що зрештою призводить до асфіксії і смерті. До того ж, таке здавлювання мантії заважає супротивнику випустити маскувальне чорнило.

### Розмноження
Гектокотиль самців вуднерпуса відносно короткий, але сильний. Мішечок зі сперматофорами широкий і напівпрозорий, розташований субтермінально у мантії, займаючи приблизно 50 % її довжини, і містить приблизно 25-30 сперматофорів. Самиця вундерпуса має великий субтермінальний яєчник із чотирма фолікулярними складками. За один виводок виробляється близько 2000 зрілих маленьких яєць, які самиця носить на щупальцях. Незабаром після того, як їхнє потомство вилупиться, самиці гинуть.

## Господарче значення
Популярність цього виду завдяки засобам масової інформації сприяла тому, що він є став одним із найбільш затребуваних видів восьминогів. Він має значне комерційне значення у підводному фотографуванні, туристичному дайвінгу та акваріумістиці.

## Виноски
1. ↑  Wunderpus photogenicus Hochberg, Norman & Finn, 2006 (англ.).
2. 1 2 3 4 5 6 7  Hochberg та ін. Wunderpus photogenicus n. gen. and sp., a new octopus from the shallow waters of the Indo-Malayan Archipelago (Cephalopoda: Octopodidae). Molluscan Research (англ.). 26 (3): 128—140. {{cite journal}}: Явне використання «та ін.» у: |author= (довідка)
3. 1 2  Wunderpus, Coastal Waters, Octopuses & Kin, Wunderpus photogenicus at the Monterey Bay Aquarium.
4. 1 2  Huffard та ін. Individually unique body color patterns in octopus (Wunderpus photogenicus) allow for photoidentification. PLoS ONE (англ.). 3 (11). {{cite journal}}: Явне використання «та ін.» у: |author= (довідка)
5. ↑  Caldwell Roy L., Huffard Christine L. Inking in a Blue-Ringed Octopus, Hapalochlaena lunulata, with a Vestigial Ink Sac (PDF). Pacific Science (англ.). 56 (3): 255—257.
6. ↑  Wild Wunderpus photogenicus and Octopus cyanea employ asphyxiating 'constricting' in interactions with other octopuses - PubAg (англ.).
7. ↑  Katherine Harmon Courage. Scrawny Wonderpus Puts Stranglehold On Mightier Mimic Octopus (англ.). Архів оригіналу за 25 липня 2014.
8. ↑  Gross M. Intelligent life without bones. Current Biology (англ.). 25 (18): R775—R777.